# João Carlos Pereira de Almeida
João Carlos Pereira de Almeida, 2.º visconde de Santo Amaro (Mafra, 1 de outubro de 1806 – Stuttgart, 19 de maio de 1866) foi um nobre e diplomata brasileiro. Serviu como encarregado de negócios em Bruxelas, Sardenha, Palermo, Estocolmo, Haia, bem como ministro residente em São Petersburgo.
Nasceu no palácio de Mafra, em Portugal, em 1 de outubro de 1806, sendo filho do marquês de Santo Amaro e de sua segunda esposa, D. Maria Benedita Papança de Almeida.
Casou-se com D. Ana Constança Caldeira Brant, dama honorária da Imperatriz, filha do marquês de Barbacena, irmã do conde de Iguaçu e do 2.° visconde de Barbacena.
Foi feito visconde com grandeza por decreto de 18 de outubro de 1829.
Em Bruxelas, na Bélgica, foi encarregado de negócios entre 17 de novembro de 1838 e 1 de junho de 1844. Exerceu o mesmo cargo várias vezes, no Reino da Sardenha, entre 14 de novembro de 1851 e 12 de junho de 1851, no Reino das Duas Sicílias, em Palermo, entre 12 de junho de 1854 e 30 de janeiro de 1857, e novamente entre 5 de novembro de 1859 e 3 de abril de 1861, em Estocolmo, na Suécia, entre 9 de maio e 4 de novembro de 1859, e por último nos Países Baixos, em Haia, de 3 de abril de 1861 até 25 de abril de 1863.
Na Rússia, foi ministro residente entre 30 de maio de 1863 e 4 de dezembro do ano seguinte.
Era grande do Império, comendador da Imperial Ordem de Cristo, da Real Ordem de Nossa Senhora da Vila Viçosa de Portugal, da Ordem de Leopoldo da Bélgica, cavaleiro da Ordem de Malta e sócio do Instituto Histórico e Geográfico Brasileiro desde 1839.
Faleceu em Stuttgart, na Alemanha, em 19 de maio de 1866.

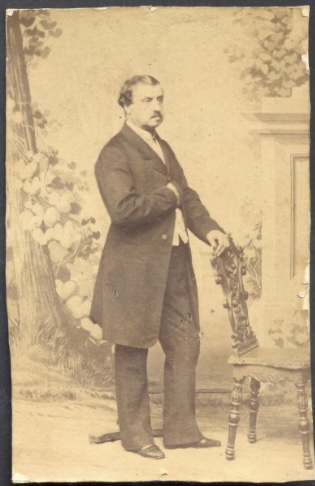
Fotografia de João Carlos Pereira de Almeida, 2.º visconde de Santo Amaro, no formato carte de visite.

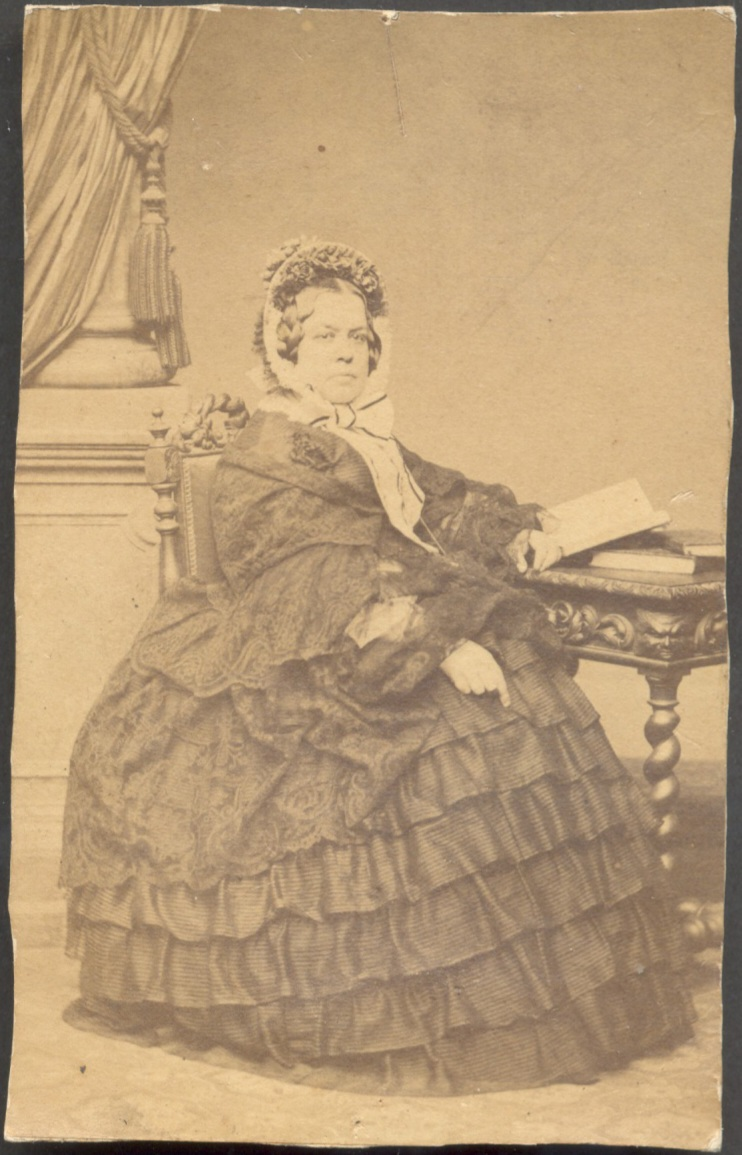
Fotografia de sua esposa, D. Ana Constança Caldeira Brant, 2.ª viscondessa de Santo Amaro, também no formato carte de visite.